# Сперрингс
Сперрингс — неолитическая культура Финляндии и Карелии, существовавшая в V—IV тыс. до н. э.
Генетически связана с неолитической культурой Волго-Окского междуречья. Культура сперрингс — результат развития мезолитической культуры аборигенного населения Карелии на новом неолитическом этапе. Каменный инвентарь культуры сперрингс преемствен орудиям позднемезолитической обонежской культуры, на что указывает сходство некоторых типов орудий.
Основу хозяйства занимало рыболовство и охота. Население вело бродячий образ жизни. Жилища — полуземлянки на стоянке Пушсовхоз II (в 4 км к югу от посёлка Повенец), возможно наземные. Орудия из сланца, кварца, песчаника, роговика, шифера. Кремнёвых изделий мало, преобладают рубящие орудия (топоры, долота, тесла, кирки), скребки, проколки, резцы, наконечники стрел, копий и дротиков, шлифовальные плиты, точильные бруски. Ранняя керамика — большие толстостенные остродонные сосуды с прямым венчиком, в тесте обильная примесь дресвы, орнамент — оттиски позвонков рыб, отступающая лопаточка, оттиски верёвочки, гладкие прочерченные линии. Поздняя керамика — остродонные и круглодонные сосуды различных размеров, толстостенные и тонкостенные, примесь мелкой дресвы, венчики отогнуты, наряду с прежними элементами орнамента — округлые конические и ромбовидные ямки, прямоугольные вдавления. Украшения — каменные кольца, подвески.
На стоянках с керамикой сперрингс до сих пор не встретилось полуземляночных жилищ, хотя ранее (в мезолите) они были. Видимо, получили распространение наземные жилища.
Погребальные ямы обильно засыпаны красной охрой, костяки не сохранились или сохранились лишь частично, захоронения, видимо, совершались в вытянутом положении на спине. Чертами погребального обряда являются валуны у могильных пятен, следы костров, ямки с обломками керамики и каменными орудиями, погребальный инвентарь беден или вообще отсутствует.
Сменилась культурой ямочно-гребенчатой керамики льяловского типа.
Язык носителей культуры Сперрингс считается возможным источником нефинно-угорского субстрата в языке саамов (А. Х. Халиков, В. В. Напольских).